# خسوف القمر ديسمبر 2001
| خسوف القمر شبه الظل 30 ديسمبر 2001                | خسوف القمر شبه الظل 30 ديسمبر 2001 |
| ------------------------------------------------- | ---------------------------------- |
|                                                   |                                    |
| دورة ساروس                                        | 144 (15 من 71)                     |
| غاما                                              | 1.0731                             |
| مقدار الخسوف                                      | -0.11                              |
| المدة (hr: mn: sc)                                |                                    |
| شبه الظل                                          | 4:03:32                            |
| التوقيت ( UTC )                                   |                                    |
| P1                                                | 8:27:35                            |
| أعظم                                              | 10:29:18                           |
| P4                                                | 12:31:07                           |
| حركة القمر بالساعة عبر ظل الأرض في كوكبة الجوزاء. |                                    |

حدث خسوف شبه الظل للقمر في 30 ديسمبر 2001، وهو الأخير من بين ثلاثة خسوفات للقمر حدثت في عام 2001.

## كسوفات وخسوفات أخرى

### كسوفات وخسوفات 2001
- خسوف كلي للقمر في 9 يناير.
- كسوف كلي للشمس في 21 يونيو.
- خسوف جزئي للقمر في 5 يوليو.
- كسوف حلقي للشمس يوم 14 ديسمبر.
- خسوف شبه الظل للقمر في 30 ديسمبر.

### دورة السنة القمرية
| خسوفات القمر 1998–2002 | خسوفات القمر 1998–2002 | خسوفات القمر 1998–2002 | خسوفات القمر 1998–2002 | خسوفات القمر 1998–2002 | خسوفات القمر 1998–2002 | خسوفات القمر 1998–2002 | خسوفات القمر 1998–2002 | خسوفات القمر 1998–2002 |
| العقدة الهابطة         | العقدة الهابطة         | العقدة الهابطة         | العقدة الهابطة         |                        | العقدة الصاعدة         | العقدة الصاعدة         | العقدة الصاعدة         | العقدة الصاعدة         |
| ساروس                  | التاريخ                | النوع                  | غاما                   | ساروس                  | التاريخ                | النوع                  | غاما                   |                        |
| ---------------------- | ---------------------- | ---------------------- | ---------------------- | ---------------------- | ---------------------- | ---------------------- | ---------------------- | ---------------------- |
| 109                    | 08 أغسطس 1998          | خسوف شبه الظل          | 1.4876                 | 114                    | 1999 يوليو 31          | خسوف شبه الظل          | -1.0190                |                        |
| 119                    | 1999 يوليو 28          | خسوف جزئي              | 0.7863                 | 124                    | خسوف القمر يناير 2000  | خسوف كلي               | -0.2957                |                        |
| 129                    | خسوف القمر يوليو 2000  | خسوف كلي               | 0.0302                 | 134                    | خسوف القمر يناير 2001  | خسوف كلي               | 0.3720                 |                        |
| 139                    | خسوف القمر يوليو 2001  | خسوف جزئي              | -0.7287                | 144                    | خسوف القمر ديسمبر 2001 | خسوف شبه الظل          | 1.0732                 |                        |
| 149                    | خسوف القمر يونيو 2002  | خسوف شبه الظل          | -1.4440                |                        |                        |                        |                        |                        |
|                        |                        |                        |                        |                        |                        |                        |                        |                        |
| آخر مجموعة             | 1998 سبتمبر 06         | 1998 سبتمبر 06         | 1998 سبتمبر 06         | آخر مجموعة             | 1998 مارس 13           | 1998 مارس 13           | 1998 مارس 13           |                        |
|                        |                        |                        |                        |                        |                        |                        |                        |                        |
| المجموعة التالية       | 2002 مايو 26           | 2002 مايو 26           | 2002 مايو 26           | المجموعة التالية       | خسوف القمر نوفمبر 2002 | خسوف القمر نوفمبر 2002 | خسوف القمر نوفمبر 2002 |                        |

### دورة ساروس
تحتوي دورة ساروس 144 التي تتكرر كل 18 عامًا و11 يومًا و8 ساعات، على ما مجموعه 71 حدثًا من خسوف القمر بما في ذلك 20 خسوفًا كاملًا للقمر.
- أول خسوف شبه الظل للقمر: 29 يوليو 1749.
- أول خسوف جزئي للقمر: 28 مارس 2146.
- أول خسوف كامل للقمر:  04  يوليو 2308.
- أول خسوف مركزي للقمر: 06  أغسطس 2362.
- أكبر خسوف للقمر ساروس 144: 07 سبتمبر 2416.
- آخر خسوف مركزي للقمر: 20 أكتوبر 2488.
- آخر خسوف إجمالي للقمر: 28 يناير 2651.
- الخسوف الجزئي الأخير للقمر: 08  يونيو 2867.
- آخر خسوف قمري آخر: 04 سبتمبر 3011.

### دورة نصف ساروس
سوف يسبق خسوف القمر خسوف الشمس ويتبعه 9 سنوات و5.5 أيام (نصف ساروس). يرتبط خسوف القمر هذا بخسوفين جزئيين للشمس في دورة ساروس 151.
| 24 ديسمبر 1992 | 4 يناير 2011 |
| -------------- | ------------ |
|                |              |

## روابط خارجية
- خسوف القمر في سلسلة ساروس 124